# بنیاد بیمارستان کودکان بی‌سی
بنیاد بیمارستان کودکان بی‌سی (به انگلیسی: BC Children's Hospital Foundation) بیمارستانی مراقبت از کودکان در شهر ونکوور کشور کانادا است که در سال ۱۹۸۲ میلادی ساخته شده و دارای ۱۴۲ تخت است.